# SMS Kronprinz Erzherzog Rudolf
Панцерники класу «Кронпринц Ерцгерцог Рудольф» — броненосці берегової оборони, належали до Військово-морських сил Австро-Угорщини. Барбетний панцерник «Кронпринц Ерцгерцог Рудольф» був подальшим розвитком концепції панцерника «Кронпринцеса Ерцгерцогиня Стефанія» (SMS Kronprinzessin Erzherzogin Stephanie), панцерний пояс якої поступався по товщині, але простягався вздовж всієї ватерлінії. Він мав потужнішу парову машину, завдяки конструктивним новаціям був легшим і розвивав більшу швидкість. Панцир з 305 мм Круппівської сталі повинен був найбільш ефективно захищати найважливіші елементи центральної частини панцерника.
Панцерники збудували на верфі-арсеналі Пули за проектом старшого інженера Моріца Сойка і назвали на честь спадкоємця престолу, кронпринца Рудольфа Габсбурга та його дружини Стефанії Бельгійської. Панцерник «Кронпринц Ерцгерцог Рудольф» здійснив 1890 походи по Північному морю, Балтійському морях та модернізували вже 1893 року. На час початку Першої світової війни кораблі були морально застарілими і їх використовували як блокшива (1914—1916), постановщика мін у Порторожі, Которській затоці(1916—1918). Після завершення війни панцерник «Кронпринц Ерцгерцог Рудольф» передали 1919 до флоту Югославії, перейменований на «Кумбор» і проданий на злом 1922 року.

## Історія

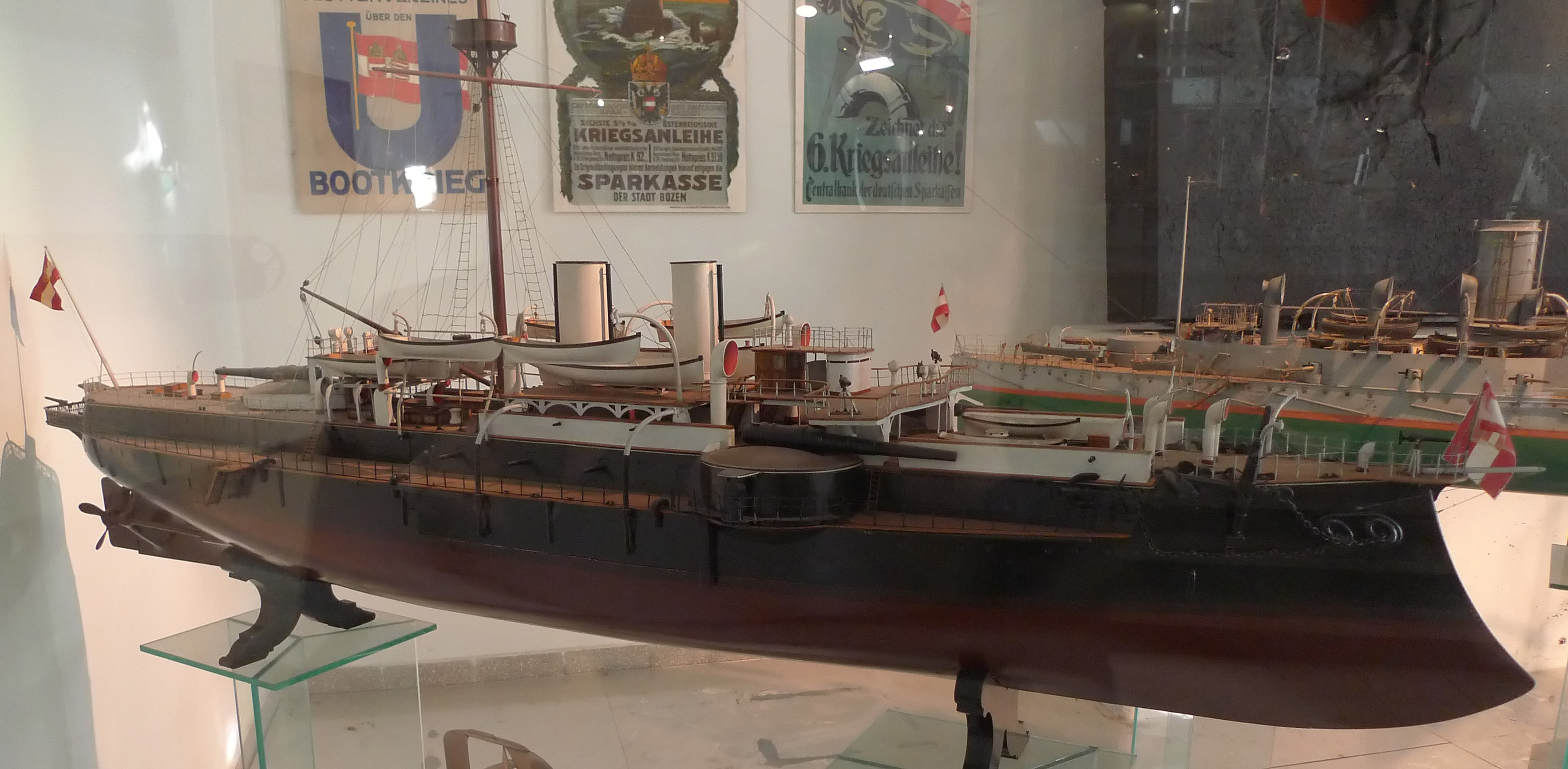
Макет панцерника «Кронпринц Ерцгерцог Рудольф»

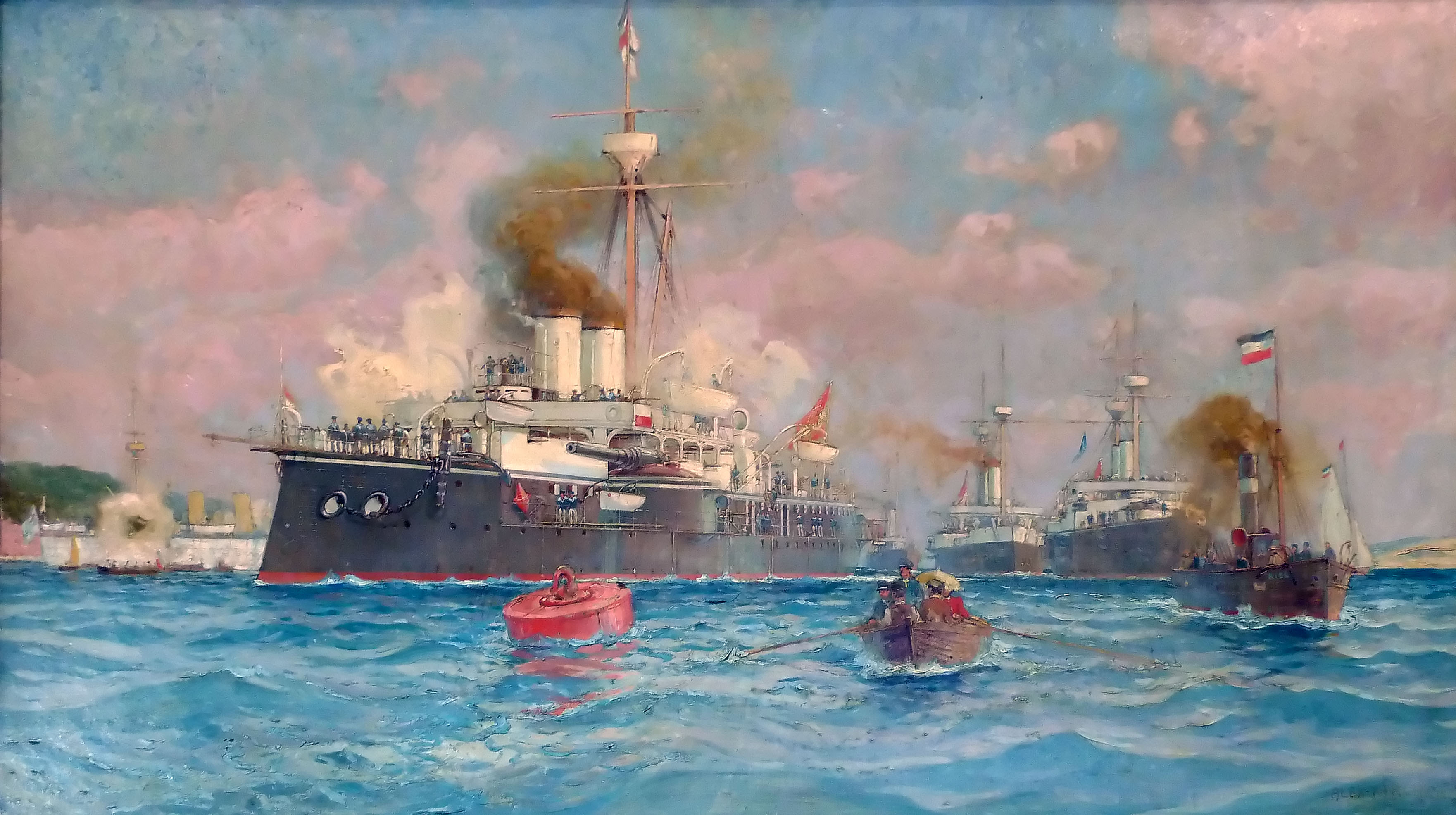
«Кронпринц Ерцгерцог Рудольф» у порті Кіля. 1890